# Nacionalismo irlandês

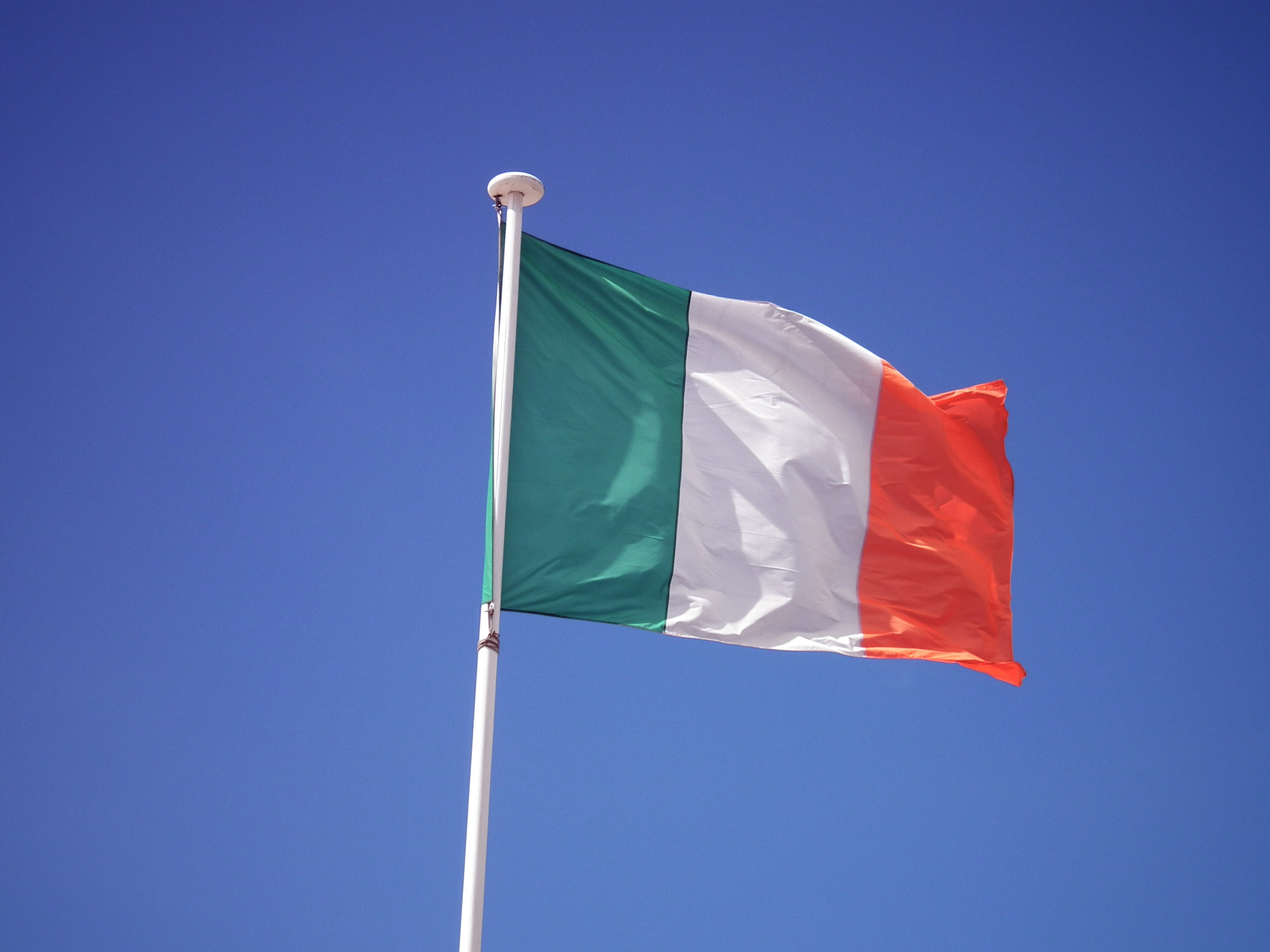
A bandeira nacional da Irlanda, um dos principais símbolos do país.

O nacionalismo irlandês é um movimento político nacionalista que, em seu sentido mais amplo, afirma que o povo da Irlanda deve governar a Irlanda como um estado soberano.  Desde meados do século XIX, o nacionalismo irlandês assumiu a forma de nacionalismo cultural baseado nos princípios de autodeterminação nacional e soberania popular. Nacionalistas irlandeses durante os séculos 18, 19 e 20, como os Irlandeses Unidos na década de 1790, Jovem Irlanda na década de 1840, A Fraternidade Feniana durante a década de 1880, o Fianna Fáil na década de 1920 e o Sinn Féin se denominaram de várias maneiras após o radicalismo de esquerda francês e o republicanismo. O nacionalismo irlandês celebra a cultura da Irlanda, especialmente a língua irlandesa, literatura, música e esportes. Tornou-se mais potente durante o período em que toda a Irlanda fazia parte do Reino Unido, o que levou a maior parte da ilha a se tornar independente do Reino Unido em 1922.

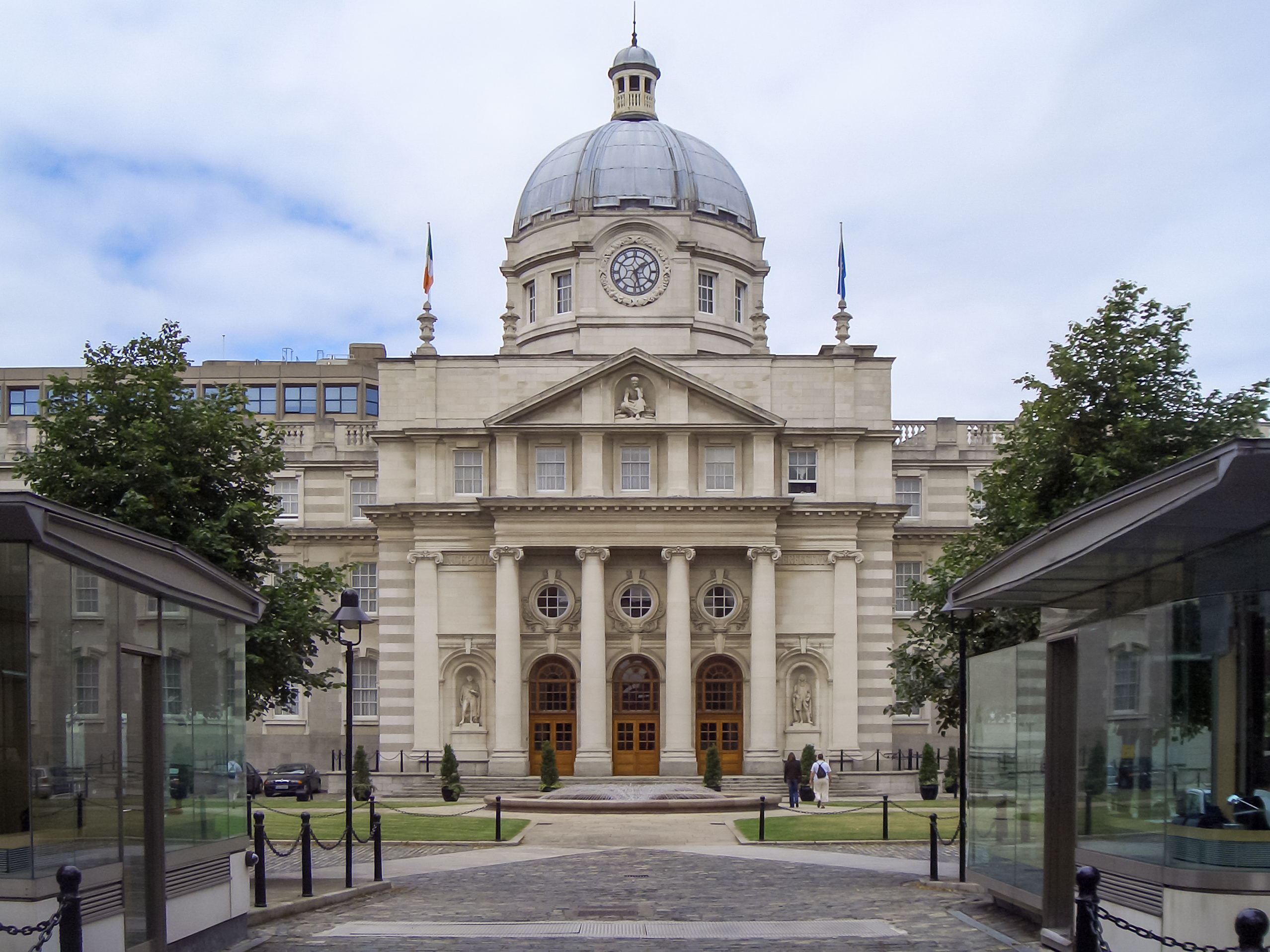
Prédios do governo em Dublin.

Os nacionalistas irlandeses acreditam que o domínio estrangeiro tem sido prejudicial aos interesses irlandeses. Na época da divisão da Irlanda, a maior parte da ilha era católica romana e em grande parte indígena, enquanto uma parte considerável do país, particularmente no norte, era protestante e principalmente descendente de pessoas da Grã-Bretanha que colonizaram a terra como colonos durante o reinado do rei Jaime I. A partição foi ao longo dessas linhas etno-religiosas, com a maior parte da Irlanda conquistando a independência, enquanto seis condados do norte permaneceram parte do Reino Unido. Os nacionalistas irlandeses agora apóiam a reunificação irlandesa com um estado laico unificado.